# Nicolae Iorga

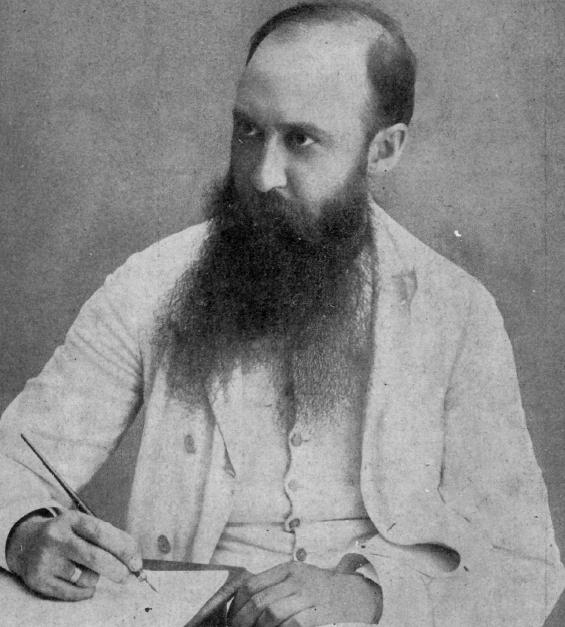
Nicolae Iorga in 1914

Nicolae Iorga (Botoșani, 17 januari 1871 - Strejnic, 27 november 1940) was een Roemeens politicus, geleerde, toneel- en prozaschrijver, en dichter.

## Biografie
Nicolae Iorga studeerde aan de Universiteit van Iași (waar hij met name de werken van Alexandru Dimitrie Xenopol bestudeerde) en studeerde magna cum laude af, nadat hij de vakken waar hij in achterliep binnen één jaar had bijgewerkt. Daarna studeerde hij in Parijs, Berlijn en Leipzig. Hij behaalde zijn doctoraat in 1893. In 1893 werd hij kandidaat-lid van de Roemeense Academie en in 1911 verwierf hij het volledige lidmaatschap. In 1894 werd hij benoemd tot hoogleraar aan de Universiteit van Boekarest. Hij was een vruchtbaar auteur en schreef 1250 boeken en 25.000 artikelen. Hij reisde veel door Europa en schreef ook vele boeken in diverse Europese talen. Dit bevestigt min of meer zijn claim dat hij alle moderne Europese talen kon lezen, schrijven en spreken.
Nicolae Iorga werd in 1902 redacteur van de nationalistische krant Sămănătorul. In 1906 richtte hij de krant Neamul românesc op en schreef dagelijks een artikel voor die krant.
In 1910 was hij met Alexandru C. Cuza, een felle antisemiet, medeoprichter van de Nationaal-Democratische Partij. De PND sprak zich uit voor landhervorming en de invoering van algemeen kiesrecht. Tijdens de Eerste Wereldoorlog bepleitte de partij deelname aan de strijd aan de zijde van de Entente mogendheden.
Nicolae Iorga werd in 1918 gekozen tot voorzitter van de Nationale Vergadering van het nieuw opgerichte Groot-Roemenië. Daarna was hij lid van het Roemeense parlement. In 1920 scheidde een groep rond Alexandru C. Cuza zich van de PND af en stichtte de Democratische Christelijke Partij (later Nationale Christelijke Unie geheten). Ofschoon Iorga ook een antisemiet was, was hij niet ondemocratisch zoals Cuza.
In 1925 fuseerde Iorga's PND met de Roemeense Nationale Partij (PNR) van Iuliu Maniu en werd Nicolae Iorga erevoorzitter van de PNR. Iorga voelde zich echter niet thuis binnen de PNR en scheidde zich later weer af en richtte de PND opnieuw op.
In 1930 steunde Nicolae Iorga de terugkeer van Prins Carol naar Roemenië en werd op 19 april 1931 premier, minister van Buitenlandse Zaken en Onderwijs. Hij bleef premier tot 6 juni 1932. Hij bleef minister in daaropvolgende kabinetten. Hij kwam in ernstig conflict met de leider van de fascistische IJzeren Garde, Corneliu Zelea Codreanu, en beschuldigde de laatste ervan hem te hebben gelasterd. Later werd Codreanu om zijn pro-Duitse standpunten en vanwege zijn kritiek op koning Carol II van Roemenië gearresteerd en later - "op de vlucht" - doodgeschoten.
Nicolae Iorga bleef koning Carol II van Roemenië trouw en verzette zich hevig tegen de machtsovername van maarschalk Ion Antonescu (4 september 1940) en de min of meer gedwongen abdicatie van Carol II ten gunste van zijn zoon Michaël. Enkele maanden later, op 27 november 1940, werd Nicolae Iorga door leden van de IJzeren Garde in Sterjnic vermoord. De Gardisten brachten hem in verband met de moord op Codreanu in 1938. Nicolae Iorga werd 69 jaar.

## Werken
De meeste van Nicolae Iorga's werken gingen over de geschiedenis van Roemenië en waren gematigd nationalistisch gekleurd. Het traditionalisme van de boeren wordt verheerlijkt en volgens Iorga bestond er een nauwe band tussen de Hospodars en Wojwodes (de heersers van Moldavië en Walachije) enerzijds en de boeren anderzijds. Ook zag Iorga de hospodars als beschermers van de Oosters-orthodoxe Kerk en zag hij de prinsdommen Moldavië en Walachije als opvolgers van het Byzantijnse Rijk (Byzantium na Byzantium, 1935). In tegenstelling tot andere Roemeense schrijvers en historici schreef hij positief over de Fanarioten, Griekse heersers - aangesteld door de sultans van het Osmaanse Rijk - over Moldavië en Walachije.
Selectie:

- Histoire de la littérature roumaine au XVIIe siècle (2 dln., 1901)
- Geschichte des Rumänischen Volkes (2 dln., 1905)
- Geschichte des Osmanischen Reiches (5 dln., 1905)
- Histoire de la littérature roumaine au XVIIIe siècle (2 dln., 1905)
- Histoire de la littérature roumaine au XIXe siècle (3 dln., 1907)
- Geschichte der Rumänen und ihrer Kultur (1929)
- Histoire des Roumains (10 dln., 1936-1940)

Hij schreef ook een reekse sociale en historische toneelstukken.

## Verwijzing
1. ↑  Ook bekend als Nicolae Jorga
2. ↑  Voornamelijk vanwege de relatie van de koning met de rooms-katholiek-Joodse Elena Lupescu

- Bibsys: 90393511
- Biblioteca Nacional de España: XX977126
- Bibliothèque nationale de France: cb12021705r (data)
- Catàleg d'autoritats de noms i títols de Catalunya: 981058512932906706
- CiNii: DA01549460
- Gemeinsame Normdatei: 118775588
- International Standard Name Identifier: 0000 0001 1021 780X
- Library of Congress Control Number: n50037656
- Nationale Bibliotheek van Tsjechië: jn19990003901
- Nationale bibliotheek van Australië: 35236054
- Nationale Bibliotheek van Israël: 987007263122805171
- Nationale Bibliotheek van Polen: a0000001736863
- Nationale en Universitaire bibliotheek Zagreb: 000026527
- Nederlandse Thesaurus van Auteursnamen: 06865698X
- Réseau des bibliothèques de Suisse occidentale: 02-A000091345
- Istituto Centrale per il Catalogo Unico: CFIV057067
- LIBRIS: 191219
- SNAC: w6v73v7m
- Système universitaire de documentation: 028367065
- TDVİA: iorga-nicolae
- Trove: 876324
- Virtual International Authority File: 17235852
- WorldCat: E39PBJjMx4yb3KbbdrC779jcT3